# デトロイト駅
デトロイト駅（英語：Detroit station）はミシガン州デトロイト  ウェスト・ボルティモア・アヴェニュー11にある駅。 全米各地を結ぶ旅客鉄道のアムトラックが乗り入れている。

## 利用可能な鉄道路線／列車
アムトラックの停車する列車は下記の通り。
シカゴとポンティアック間の昼行中距離列車ウォルバリン号… 1日2往復発着